# I Ain’t Mad at Cha
«I Ain’t Mad at Cha» — пятый сингл Тупака Шакура с альбома All Eyez on Me.

## История
Песня была записана в день выхода Тупака Шакура из тюрьмы. Сразу после освобождения он отправился в студию, где записал две песни: «I Ain’t Mad at Cha» и «Ambitionz az a Ridah» . В записи вокала принял участие соул-певец Danny Boy. Трек был спродюсирован Dat Nigga Daz (ныне Daz Dillinger). В композиции использовался семпл из песни «A Dream» с альбома In a Special Way в исполнении DeBarge.
Песня вошла в очередной альбом Тупака, получивший название All Eyez on Me. На сайте AllMusic песню назвали одной из лучших на альбоме. Композиция также вошла в сборник Тупака Greatest Hits.
На песню был снят видеоклип, который заканчивался словами «Посвящается Мутулу Шакуру и Джеронимо Пратту». Этими людьми были отчим и крёстный отец Тупака. Клип занял 33-е место в рейтинге «100 лучших видеоклипов MTV 1996 года».
Сингл был выпущен в сентябре 1996 года, через два дня после смерти исполнителя. Песня хорошо зарекомендовала себя в международных чартах, заняв 2 место в Новой Зеландии, 13 место в Великобритании и 15 место в Нидерландах. Песня не была выпущена в качестве сингла в Соединенных Штатах, что сделало невозможным её участие в хит-парадах Billboard, но достигла 18 и 58 позиций в чартах R&B и Pop Airplay.

## Список
- Макси-CD

1. «I Ain’t Mad At Cha» (Radio Edit) — 4:22
2. «I Ain’t Mad At Cha» (LP Version) — 4:54
3. «Skandalouz» — 4:09
4. «Heartz of Men» — 4:43

- Промо 12"

1. «I Ain’t Mad at Cha» (LP Version) — 4:53
2. «Heartz of Men» — 4:43
3. «Skandalouz» — 4:09
4. «Got My Mind Made Up» — 5:13